# Willistonina
Willistonina is een vliegengeslacht uit de familie van de roofvliegen (Asilidae).

## Soorten
- W. bilineata (Williston, 1883)
- W. bilineatus (Williston, 1883)